# Palazzo di Giustizia (Torre Annunziata)

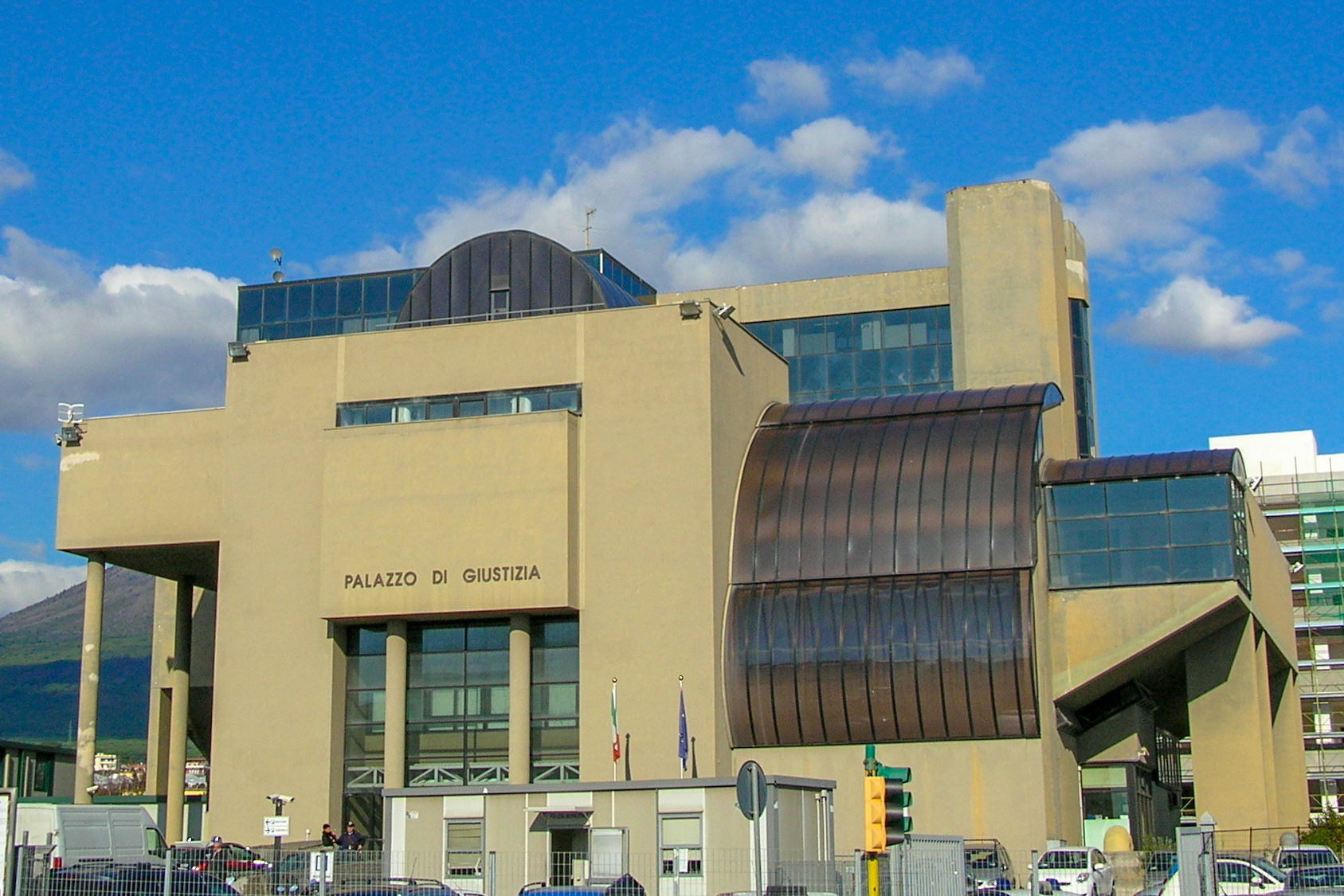
Palazzo di Giustizia in Torre Annunziata

Der Palazzo di Giustizia ist ein Palast aus den 1990er-Jahren in Torre Annunziata in der italienischen Region Kampanien. Er liegt am Corso Umberto I, 437 in der Nähe der Ausfahrt Torre Annunziata Nord der Autostrada A3 und besteht aus drei Gebäuden. Die im Bezirk des Appellationsgerichtes Neapel etablierte Behörde besteht aus dem Gericht von Torre Annunziata, der Staatsanwaltschaft, dem Giudice di Pace und dem Ufficio UNEP.

## Geschichte
Vor der Eröffnung des Gerichtes von Torre Annunziata war das Gericht von Neapel das einzige der gesamten Provinz Neapel, das zudem keine Unterstützung durch ein benachbartes Gericht erhielt, im Unterschied zu anderen italienischen Städten, wie z. B. Mailand mit Monza und Lodi, Rom mit Civitavecchia und Velletri, Turin mit Ivrea und Pinerolo oder Pavia mit Vigevano und Voghera.
Ein erster Gesetzentwurf (Nr. 3618) zur Einrichtung des Gerichtes wurde dem Parlament am 8. Februar 1989 von den Abgeordneten Raffaele Mastrantuono, Giulio di Donato, Carlo d’Amato und Felice Iossa vorgelegt.
Nachdem verschiedene Gerichtsverfahren vor den Gerichten in Neapel beinahe gescheitert waren, zeigte sich die definitive Notwendigkeit, die Verhandlung solcher Gerichtsverfahren auf neue Strukturen, die in der Provinz zu installieren wären, auszulagern. Mit dem Gesetzentwurf Nr. 4944 wurde die Installation eines Gerichtes in Nola abgeschlossen, während mit dem Gesetzentwurf Nr. 4945 vom 5. Juli 1990 sechzehn Abgeordnete, Gianfranco Nappi, Anna Maria Pedrazzi, Luciano Violante, Abdon Alinovi, Andrea Geremicca, Angela Francese, Silvano Ridi, Antonio Bargone, Enzo Ciconte, Anna Finocchiaro, Bruno Fracchia, Nicoletta Orlandi, Vincenzo Recchia, Alberto Sinatra, Livia Turco und Giuseppe Vacca, erneut den Vorschlag zur Einrichtung eines Gerichtes in der Provinz Neapel vorlegten.
Die Einrichtung des Tribunale Ordinario und der Pretura Circondariale von Torre Annunziata kam mit der Verkündung des Gesetzes Nr. 126 am 11. Februar 1992, das im Amtsblatt Nr. 41 vom 19. Februar 1992 veröffentlicht wurde und am 5. März 1992 in Kraft trat.

## Rechtsprechung
Das Gericht von Torre Annunziata spricht Recht in folgenden Gemeinden: Agerola, Boscoreale, Boscotrecase, Casola di Napoli, Castellammare di Stabia, Gragnano, Lettere, Massa Lubrense, Meta, Piano di Sorrento, Pimonte, Poggiomarino, Pompei, Santa Maria la Carità, Sant’Agnello, Sant’Antonio Abate, Sorrent, Striano, Torre Annunziata, Torre del Greco, Trecase und Vico Equense.
Der Pretura sind die abgetrennten Amtsgerichtsabteilungen von Castellammare di Stabia, Gragnano, Pompei, Sorrento, Torre del Greco und Vico Equense unterstellt.
Die Funktionen der einzelnen Staatsanwaltschaften an der Pretura wurden vorübergehend der Staatsanwaltschaft desselben Gerichtes zugewiesen.

## Beschreibung
Der Palazzo di Giustizia von Torre Annunziata besteht aus drei Türmen, als A, B und C bezeichnet. Außerhalb dieser Gebäude, aber immer noch auf dem eingefriedeten Grundstück findet man einen großen Parkplatz für die Mitarbeiter der Behörde und die Rechtsanwälte. Ein weiterer Parkplatz befindet sich in geringer Entfernung davon.
Der „Turm A“ hat sechs Stockwerke und war der erste, der gebaut und 1994 eingeweiht wurde. Dort befindet sich der Haupteingang mit Zugang für Behinderte, der in ein weites Atrium führt, dessen Gewölbedecke die gesamte Höhe des Gebäudes einnimmt.
Der „Turm B“ hat vier Stockwerke und ist vom Atrium des „Turms A“ aus zugänglich. Er wurde im November 2014 eingeweiht; wie andere Gebäude, die in derselben Zeit eingeweiht wurden, leidet er unter einem Projekt, das durch die Veränderung der Gerichtsaufteilung 2013 obsolet geworden ist und zur Zusammenlegung der abgetrennten Gerichtsbehörden von Castellammare di Stabia, Gragnano, Sorrent und Torre del Greco führte, sodass das Gebäude nicht alle Büros aufnehmen konnte.
Der „Turm C“, der zuletzt gebaut wurde, beherbergt die Staatsanwaltschaft. er hat zwei Eingänge, einen Haupteingang für Fußgänger und Fahrzeuge und einen Nebeneingang nur für Fahrzeuge. Beide Eingänge sind dauernd von den Ordnungskräften bewacht und mit Metalldetektoren ausgerüstet.
Das Atrium des Haupteingangs ist mit einem Monitor ausgerüstet, der mit der Website der Gerichtsbehörden verbunden ist und die Informationen über alle täglichen Anhörungen anzeigt. Das Gesamtgebäude ist mit mehreren Aufzügen ausgestattet, während ein Lastenaufzug den „Turm A“ mit dem „Turm B“ und dem „Turm C“ verbindet.
In der Nähe des Gerichtsgebäudes gibt es die Haltestelle Via Viuli – Palazzo di Giustizia der Ferrovia Circumvesuviana, die aber derzeit (2023) für den Verkehr geschlossen ist.